# Botryophialophora marina
Botryophialophora marina är en svampart som beskrevs av Linder 1944. Botryophialophora marina ingår i släktet Botryophialophora och familjen Sclerotiniaceae.   Inga underarter finns listade i Catalogue of Life.